# Kareem Hunt
Kareem A.J. Hunt (Willoughby, Ohio, 6 de agosto de 1995), más conocido como Kareem Hunt, es un jugador profesional estadounidense de fútbol americano que se desempeña en la posición de running back en Kansas City Chiefs, equipo de la National Football League (NFL).

## Carrera
Fue seleccionado en la tercera ronda en la Reunión Anual de Selección de Jugadores de la NFL de 2017. Hizo su debut profesional con el equipo Kansas City Chiefs, en el cual jugó dos temporadas (2017-2019), luego pasó a Cleveland Browns, donde jugó cinco temporadas, en 2024 volvió a firmar con los Kansas City Chiefs.